# Chaouilley
Chaouilley ist eine französische Gemeinde mit 113 Einwohnern (Stand: 1. Januar 2022) im Département Meurthe-et-Moselle in der Region Grand Est (vor 2016 Lothringen). Sie gehört zum Arrondissement Nancy und zum Kanton Meine au Saintois.

## Geografie
Die Gemeinde Chaouilley im Norden der Landschaft Saintois liegt etwa 29 Kilometer südsüdwestlich von Nancy.
Umgeben wird Chaouilley von den Nachbargemeinden Étreval im Nordwesten und Norden, Vroncourt im Norden, Forcelles-Saint-Gorgon im Nordosten, Praye im Osten, Saxon-Sion im Südosten und Süden, Vaudémont im Süden und Südwesten sowie Thorey-Lyautey im Westen.

## Bevölkerungsentwicklung
| Jahr                       | 1962 | 1968 | 1975 | 1982 | 1990 | 1999 | 2010 | 2019 |
| Einwohner                  | 125  | 100  | 91   | 80   | 90   | 91   | 115  | 116  |
| Quellen: Cassini und INSEE |      |      |      |      |      |      |      |      |

## Sehenswürdigkeiten
- Kirche Saint-Thiébaut aus dem 18. Jahrhundert
- Kapelle Notre-Dame im ehemaligen Dorf Villars

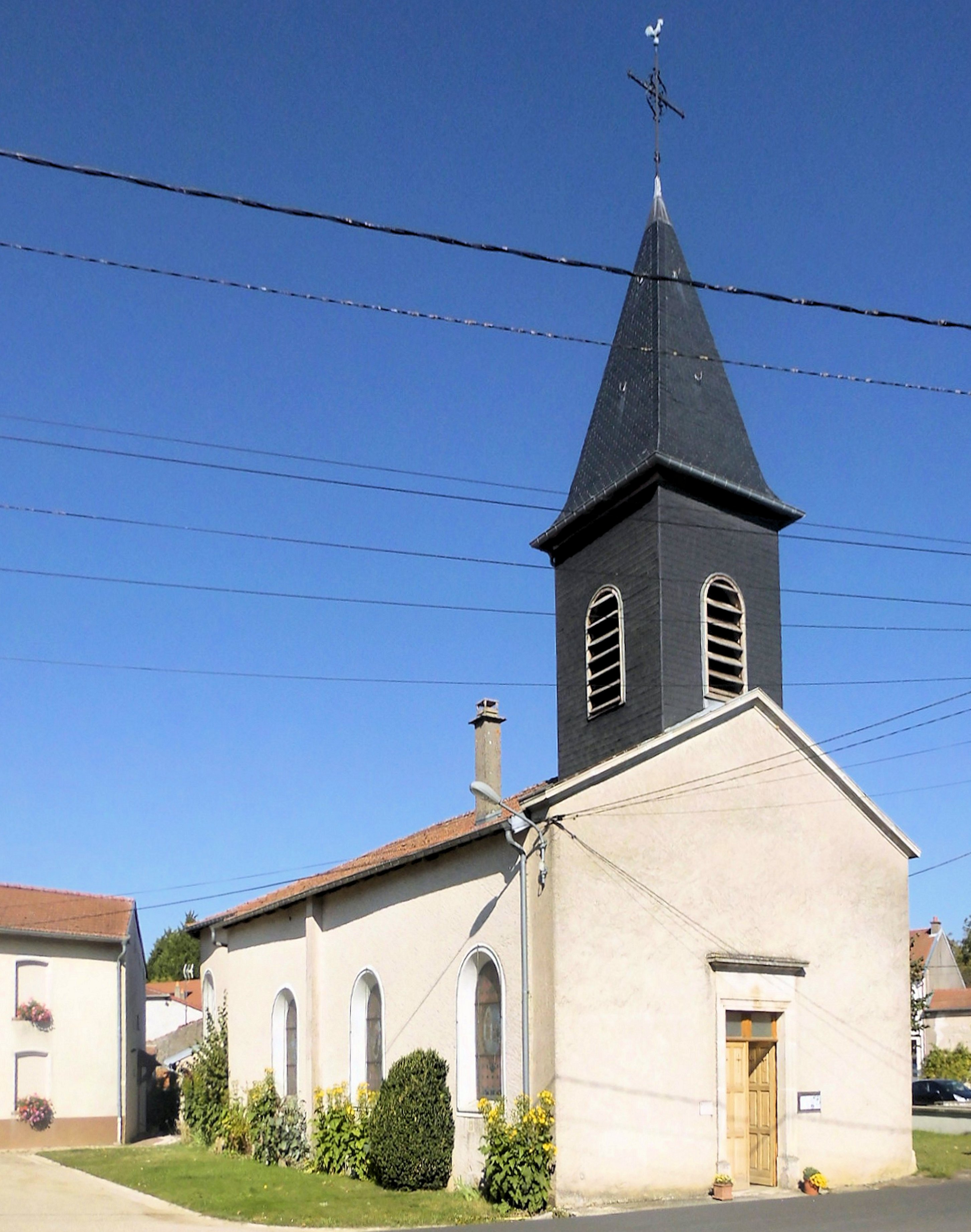
Kirche Saint-Thiébaud
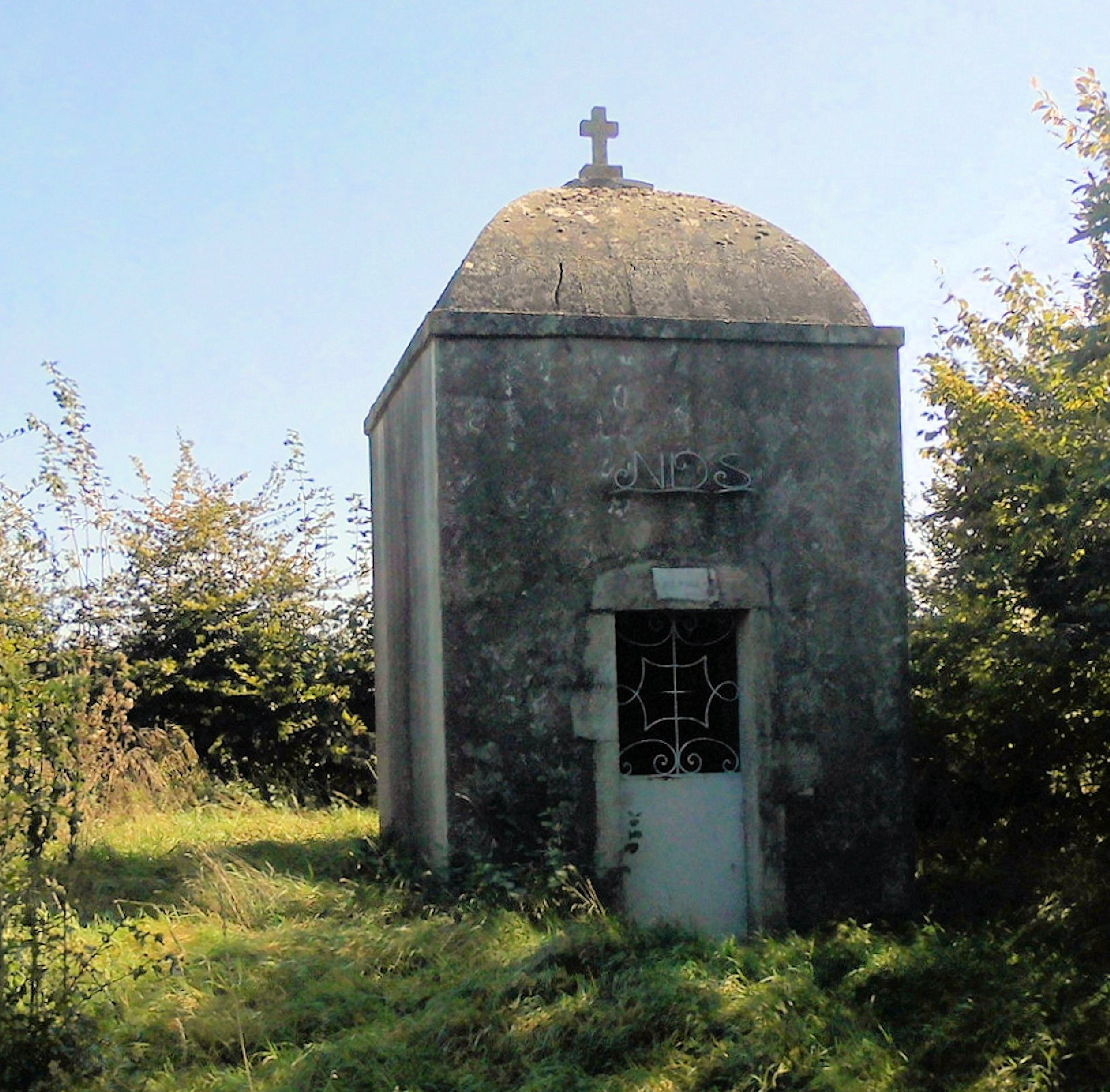
Kapelle Notre-Dame in Villars
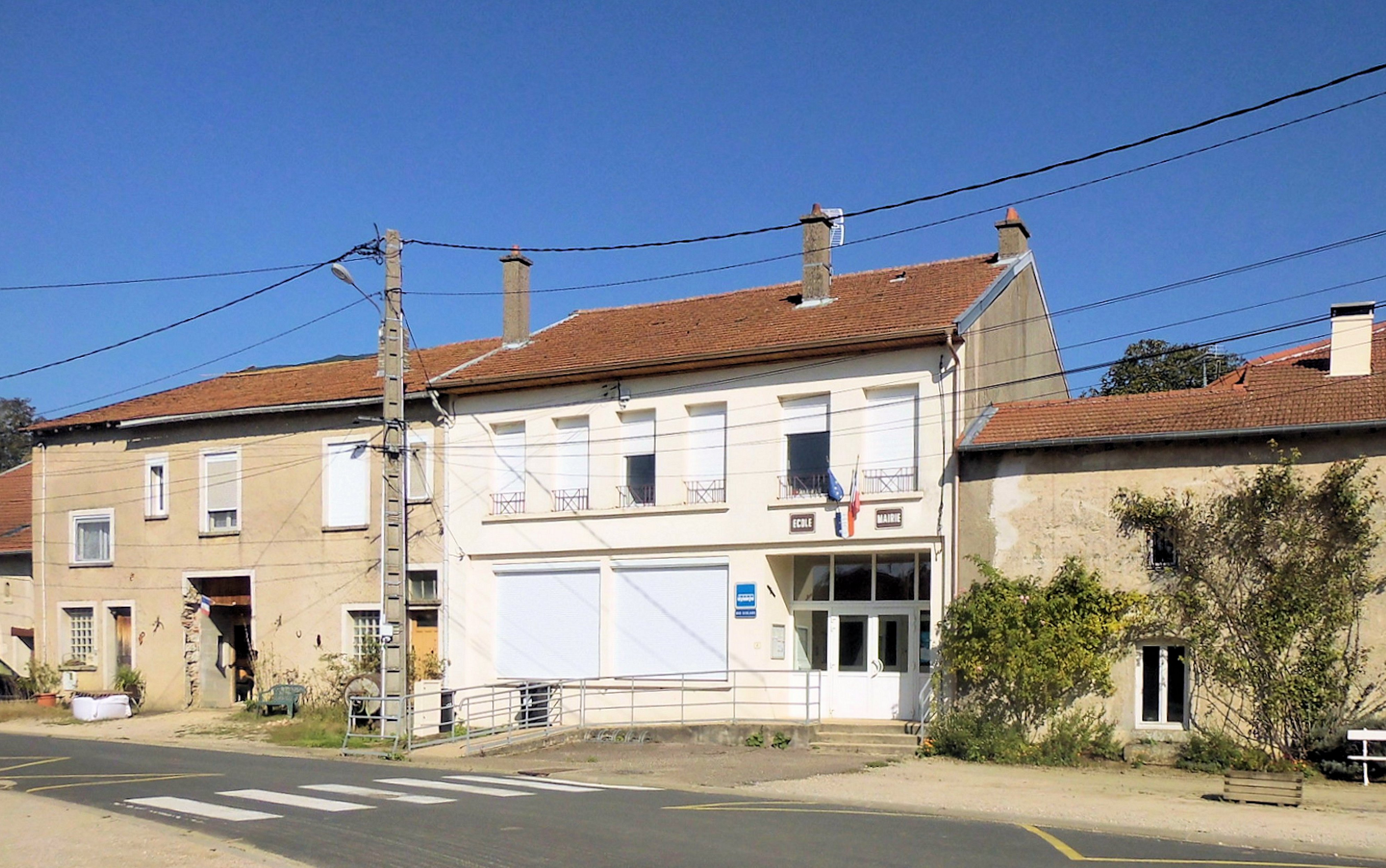
Mairie und Grundschule
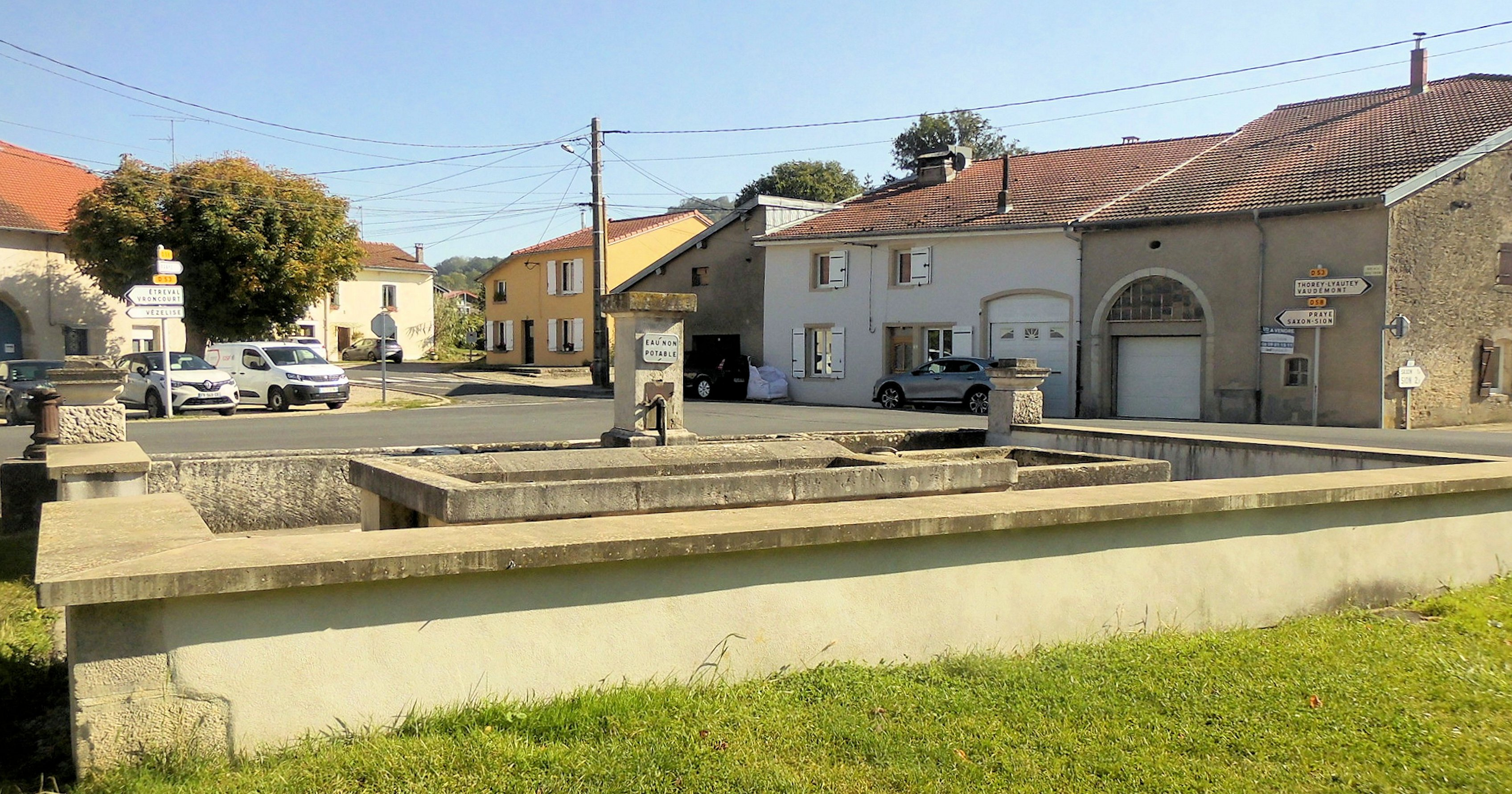
Fontaine-abreuvoir, früher Brunnen, Waschplatz und Viehtränke